# Carlos Carneiro de Campos
Carlos Carneiro de Campos, 3.º visconde com grandeza de Caravelas, (Salvador, 1 de novembro de 1805 — Rio de Janeiro, 28 de abril de 1878), foi um político brasileiro.

## Vida
Foi diretor do Banco do Brasil, conselheiro de Estado, ministro da Fazenda (ver gabinetes Furtado e Rio Branco), deputado provincial e geral, presidente de província e senador do Império do Brasil de 1857 a 1860.